# Xã Lower Windsor, Quận York, Pennsylvania
Xã Lower Windsor (tiếng Anh: Lower Windsor Township) là một xã thuộc quận York, tiểu bang Pennsylvania, Hoa Kỳ. Năm 2010, dân số của xã này là 7.382 người.